# E.F. Symmons
E.F. Symmons (Londra, 14 luglio 1882 – Beverley, 2 febbraio 1957) è stato un regista britannico attivo nel cinema muto alla fine degli anni venti.

## Filmografia
- Humoresque  (1929, co-diretto con David Aylott)
- The Dancing Lesson  (1929, co-diretto con David Aylott)
- Was It a Dream?  (1929, co-diretto con David Aylott)
- Why Does the Hyena Laugh?  (1929, co-diretto con David Aylott)
- Maisie Lou  (1929, co-diretto con David Aylott)
- That's My Weakness Now  (1929, co-diretto con David Aylott)
- Toreador  (1929, co-diretto con David Aylott)
- Toy Town Artillery  (1929, co-diretto con David Aylott)
- Sonny Boy  (1929, co-diretto con David Aylott)
- Stay Out of the South  (1929, co-diretto con David Aylott)
- I Can't Give You Anything But Love  (1929, co-diretto con David Aylott)
- Get Out and Get Under the Moon  (1929, co-diretto con David Aylott)
- Ee by Gum  (1929, co-diretto con David Aylott)
- Good Little Boy and the Bad Little Boy  (1929, co-diretto con David Aylott)
- Rolling Along Having My Ups and Downs  (1929, co-diretto con David Aylott)
- All by Yourself in the Moonlight  (1929, co-diretto con David Aylott)
- One Hundred Years from Now  (1929, co-diretto con David Aylott)
- Ole Man River  (1929, co-diretto con David Aylott)
- Does She Do-Do-Do  (1929, co-diretto con David Aylott)
- Pagliacci  (1929, co-diretto con David Aylott)
- Bananas Are Coming Back Again  (1929, co-diretto con David Aylott)
- Beloved  (1929, co-diretto con David Aylott)
- Can't Help Loving Dat Man  (1929, co-diretto con David Aylott)
- Carmena  (1929, co-diretto con David Aylott)
- My Blue Heaven  (1929, co-diretto con David Aylott)
- My Ohio Home  (1929, co-diretto con David Aylott)
- In the Wood Shed She Said She Would  (1929, co-diretto con David Aylott)
- We're Living at the Cloisters  (1929, co-diretto con David Aylott)
- The Little White House  (1929, co-diretto con David Aylott)
- You Along O'Me  (1929, co-diretto con David Aylott)
- I've Always Wanted to Call You My Sweetheart  (1929, co-diretto con David Aylott)
- Like the Big Pots Do  (1929, co-diretto con David Aylott)
- Take a Look at Me  (1929, co-diretto con David Aylott)
- Tamiami Trail  (1929, co-diretto con David Aylott)
- Tosti's Goodbye  (1929, co-diretto con David Aylott)
- In Cellar Cool  (1929, co-diretto con David Aylott)
- So Tired  (1929, co-diretto con David Aylott)
- Happy Days and Lonely Nights  (1929, co-diretto con David Aylott)
- She's a Great Great Girl  (1929, co-diretto con David Aylott)
- Ever Bravest Heart  (1929, co-diretto con David Aylott)
- Geranium  (1929, co-diretto con David Aylott)
- Rainbow Round My Shoulder  (1929, co-diretto con David Aylott)
- The Admiral's Yarn  (1929, co-diretto con David Aylott)
- Don't Have Any More, Mrs. Moore  (1929, co-diretto con David Aylott)
- One Alone  (1929, co-diretto con David Aylott)
- One Fine Day  (1929, co-diretto con David Aylott)
- At Santa Barbara  (1929, co-diretto con David Aylott)
- Off to Philadelphia  (1929, co-diretto con David Aylott)
- Chloe  (1929, co-diretto con David Aylott)
- Cohen Forms a New Company  (1929, co-diretto con David Aylott)
- Dada Dada  (1929, co-diretto con David Aylott)
- Cohen on the Telephone  (1929, co-diretto con David Aylott)
- A Curtain Lecture  (1929, co-diretto con David Aylott)
- In That Village Down That Valley Up the Hill  (1929, co-diretto con David Aylott)
- Mary's Mammy  (1929, co-diretto con David Aylott)
- Me and the Man in the Moon  (1929, co-diretto con David Aylott)
- Mighty Lak' a Rose  (1929, co-diretto con David Aylott)
- Under the Bazumka Tree  (1929, co-diretto con David Aylott)
- When the Light Shines Brightly in the Lighthouse  (1929, co-diretto con David Aylott)
- Joe Murgatroyd Says  (1929, co-diretto con David Aylott)
- Kate in the Call Box  (1929, co-diretto con David Aylott)
- It Takes a Good Man to Do That  (1929, co-diretto con David Aylott)
- Is There Anything Wrong in That?  (1929, co-diretto con David Aylott)
- I'm Eighty in the Morning  (1929, co-diretto con David Aylott)
- If I Didn't Miss You  (1929, co-diretto con David Aylott)
- So This Is Spring  (1929, co-diretto con David Aylott)
- Getting a Motor  (1929, co-diretto con David Aylott)
- Green Tie on the Little Yellow Dog  (1929, co-diretto con David Aylott)
- Popular Jocular Dr. Brown  (1929, co-diretto con David Aylott)
- The Egg Song  (1929, co-diretto con David Aylott)
- Because  (1929, co-diretto con David Aylott)
- Nell  (1929, co-diretto con David Aylott)
- Nirvana  (1929, co-diretto con David Aylott)
- O sole mio  (1929, co-diretto con David Aylott)
- Mine All Mine  (1929, co-diretto con David Aylott)
- Misery Farm  (1929, co-diretto con David Aylott)
- My One and Only  (1929, co-diretto con David Aylott)
- Two Black Crows  (1929, co-diretto con David Aylott)
- Would a Manx Cat Wag Its Tail if it Had One?  (1929, co-diretto con David Aylott)
- You Went Away Too Far  (1929, co-diretto con David Aylott)
- That's What Put the Sweet in Home Sweet Home  (1929, co-diretto con David Aylott)
- It All Depends on You  (1929, co-diretto con David Aylott)
- Sweethearts on Parade  (1929, co-diretto con David Aylott)
- I Lift Up My Finger and I Say Tweet Tweet  (1929, co-diretto con David Aylott)
- I'll Take You Home Again, Kathleen  (1929, co-diretto con David Aylott)
- Hinton, Dinton and Mere  (1929, co-diretto con David Aylott)
- Hotpot  (1929, co-diretto con David Aylott)
- Somewhere a Voice Is Calling  (1929, co-diretto con David Aylott)
- He Loves and She Loves  (1929, co-diretto con David Aylott)
- The Gay Caballero  (1929, co-diretto con David Aylott)
- Scented Soap  (1929, co-diretto con David Aylott)
- Oh What a Happy Land  (1929, co-diretto con David Aylott)
- One Kiss  (1929, co-diretto con David Aylott)
- Oh You Have No Idea  (1929, co-diretto con David Aylott)
- My Austin Seven  (1929, co-diretto con David Aylott)
- My Bonnie Hieland Maggie  (1929, co-diretto con David Aylott)
- Yule  (1929, co-diretto con David Aylott)
- Electrocord Films  (1929, co-diretto con David Aylott)
- Popular Pieces  (1929, co-diretto con David Aylott)
- More Please  (1929, co-diretto con David Aylott)